# Val-Sonnette
Val-Sonnette é uma comuna francesa na região administrativa da Borgonha-Franco-Condado, no departamento de Jura. Estende-se por uma área de 15.25 km². Em 2010 a comuna tinha 954 habitantes (densidade: 62,6 hab./km²).
Foi criada em 1 de janeiro de 2017, a partir da fusão das antigas comunas de Vincelles (sede da comuna), Bonnaud, Grusse e Vercia.